# Militärhistorisches Museum Budapest
Das Militärhistorische Museum (ungarisch Hadtörténeti Intézet és Múzeum, deutsch wörtlich „Heeresgeschichtliches Institut und Museum“, früher auch „Heeresgeschichtliches Museum“) in Budapest präsentiert eine reichhaltige Sammlung an historischen Waffen, Uniformen, Flaggen, Landkarten und Geschossen von der Zeit der Türkenkriege im 16. Jahrhundert bis in die Moderne.
Darüber hinaus bietet es eine aus etwa 28.000 Münzen bestehende numismatische Sammlung. Besondere Aufmerksamkeit verdient die Ausstellung über den Ungarischen Volksaufstand von 1956. Er begann am 23. Oktober 1956 mit einer friedlichen Großdemonstration ungarischer Studenten und wurde am 4. November 1956 durch sowjetische Truppen blutig niedergeschlagen. Entsprechend der Zeitdauer des Aufstandes trägt die Museumsausstellung den Titel „13 Tage“.

## Geschichte

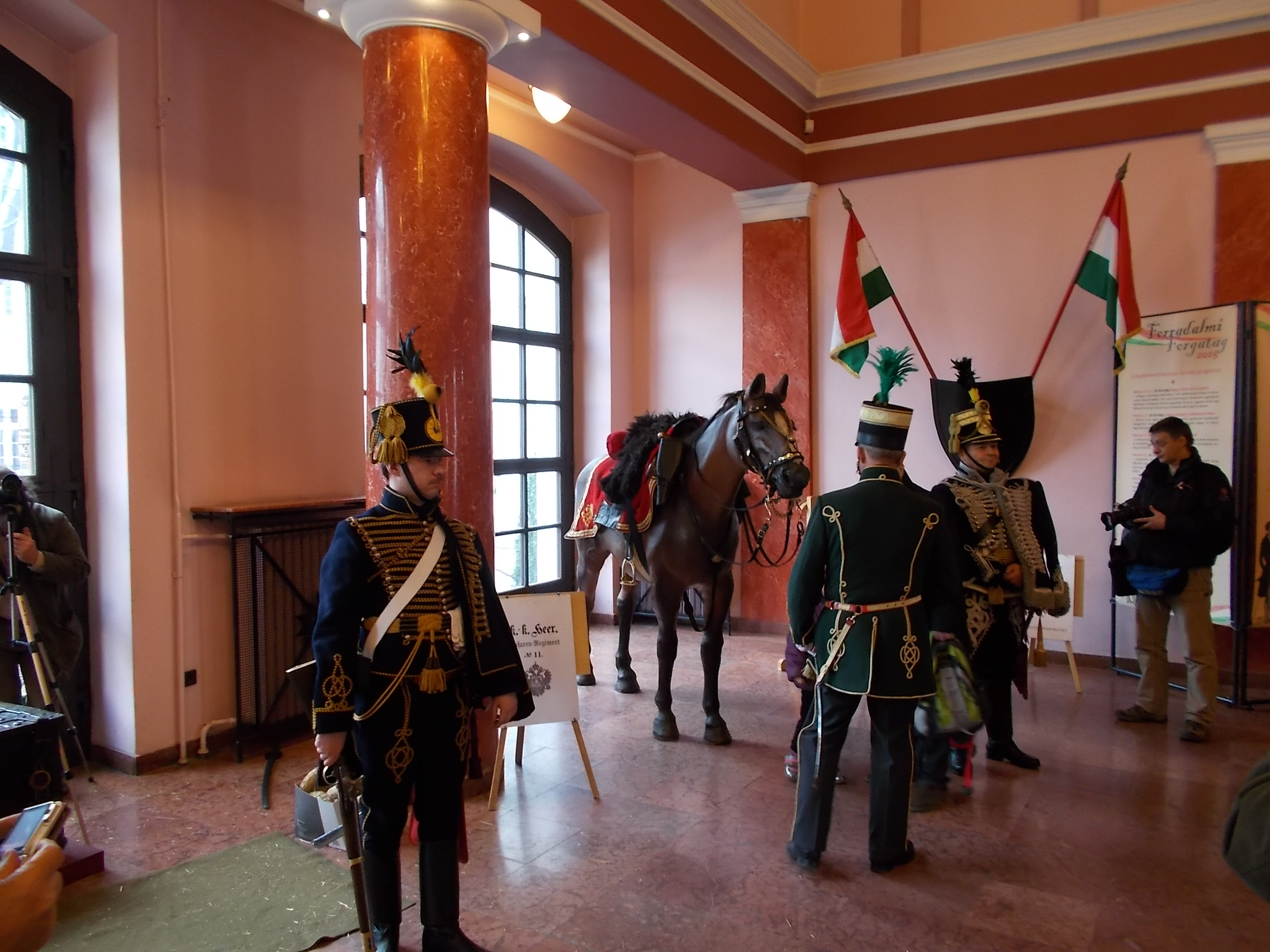
Ausstellungssaal mit Husaren

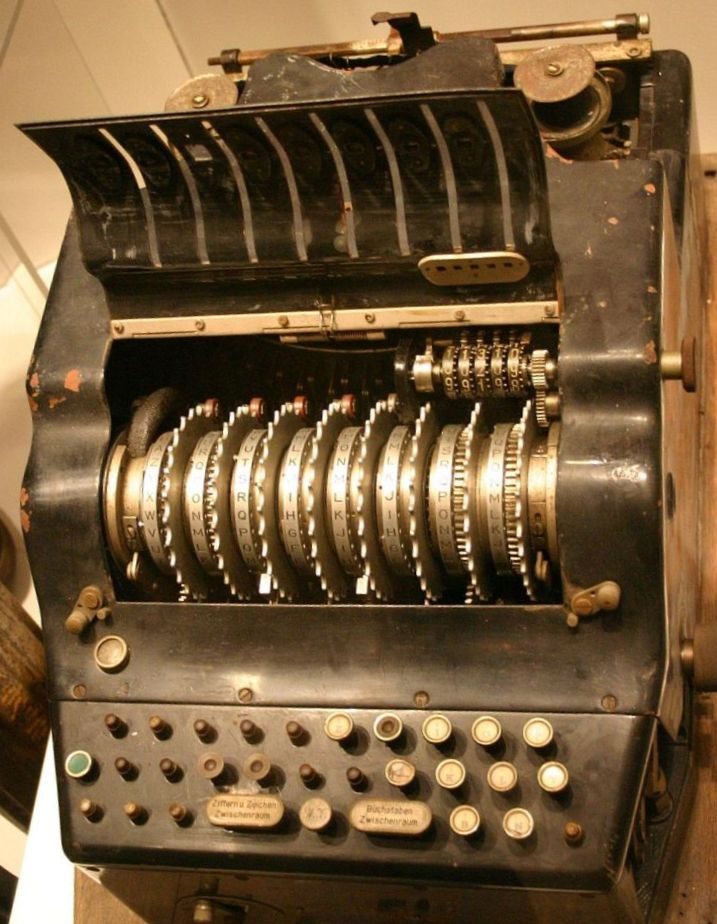
Enigma Modell H (1929)

Das Heeresgeschichtliche Museum wurde 1918 durch Oberst Kamil Agházy und Generalmajor János Gabányi begründet. Seit 1926 dient der 1847 im klassizistischen Stil erbaute Westflügel der Nándor-Kaserne als Museumssitz. Im Zweiten Weltkrieg wurden etwa zwei Drittel der Sammlung des Museums zerstört. Nach dem Krieg begann die Sammlung wieder zu wachsen.

## Exponate
Allein die Waffensammlung des Museums enthält nun mehr als 50.000 Objekte, wie Handfeuerwaffen, Maschinengewehre sowie andere militärische Ausrüstungsgegenstände.
Eine besondere Rarität stellt die aus dem Jahr 1929 stammende Enigma-H dar (Bild rechts). Dabei handelt es sich um eine frühe Vorläuferin der später im Zweiten Weltkrieg von der deutschen Wehrmacht zur Verschlüsselung ihres Nachrichtenverkehrs verwendeten Rotor-Chiffriermaschine Enigma.
Das Museum ist täglich, außer montags, von 9 bis 17 Uhr geöffnet.

## Bibliothek und Veröffentlichungen
Angegliedert an das Museum sind eine militärhistorische Bibliothek, Kartenbibliothek sowie ein Archiv.
Das militärgeschichtliche Institut gibt die vierteljährlich erscheinende wissenschaftliche Zeitschrift Hadtörténelmi Közlemények (deutsch Militärgeschichtliche Mitteilungen) heraus, die 1888 von der Ungarischen Akademie der Wissenschaften gegründet wurde. Es werden in der Zeitschrift Forschungsergebnisse und neu entdeckte Quellen zur ungarischen und allgemeinen Militärgeschichte vom Mittelalter bis zur Gegenwart veröffentlicht.